# Birk Risa
Birk Risa (* 13. února 1998, Stavanger) je norský fotbalista, od roku 2023 hraje za americký klub New York City FC.

## Klubová kariéra
Risa působil v juniorských týmech Sola FK a Sandnes Ulf, v srpnu 2014 odešel do německého 1. FC Köln. Zde působil převážně v juniorských týmech, od roku 2017 si hrál za 1. FC Köln II ve čtvrté lize a 10. prosince 2017 si připsal debut v Bundeslize, když nastoupil v utkání 15. kola proti Freiburgu v 72. minutě. Další šanci dostal už 16. prosince proti Wolfsburgu, tentokrát nastoupil v základní sestavě a nezvykle na pozici hrotového útočníka. Gól ale nevstřelil a v 63. minutě střídal kvůli zranění. V březnu 2018 se vrátil do Norska, podepsal smlouvu do prosince 2021 s klubem Odds BK.